# Farul Amédée
Farul Amédée este un far din fier situat pe insula Amédée, la 24 km de Nouméa, Noua Caledonie.
Componentele metalice au fost realizate de Rigolet în nord-estul Parisului în 1862, iar turnul a fost construit la Paris ca o demonstrație.  Apoi a fost dezasamblat în bucăți având o greutate totală de 387.953 de kilograme și transportat de-a lungul fluviului Sena până în portul Le Havre pentru a fi transportat în Noua Caledonie. Având 56 de metri înălțime (247 de trepte), este unul dintre cele mai înalte faruri din lume și a fost primul far metalic construit în Franța. Piatra de temelie a fost pusă la 18 ianuarie 1865 și farul a fost aprins pentru prima dată pe 15 noiembrie 1865, ziua împărătesei Eugenie, soția lui Napoleon al III-lea. Lumina sa semnalează intrarea în pasajul Boulari, unul dintre cele trei pasaje naturale din reciful care înconjoară Noua Caledonie. De cealaltă parte a lumii, Farul Roches-Douvres din Canalul Mânecii este fratele geamăn al farului Amédée. Acum este o atracție turistică foarte populară.

## Istorie

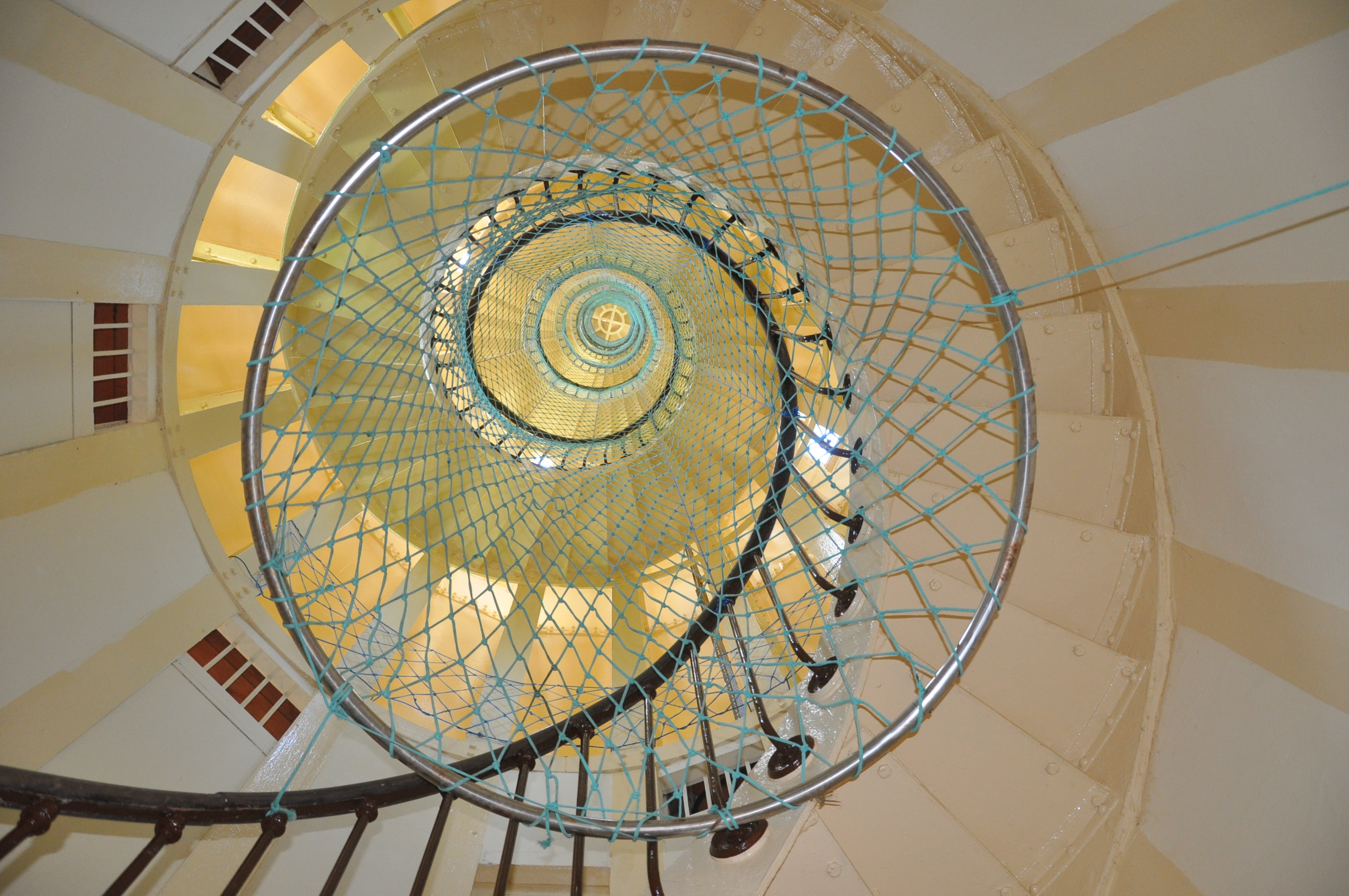
Scară în spirală din interiorul farului

În 1859, comandantul interimar al Noii Caledonii, Jean-Marie Saisset, a cerut guvernului de la Paris să construiască un far pentru a ajuta navele care navighează în portul Nouméa (pe atunci Fort-de-France), mai ales că această colonie fusese aleasă ca noua destinație pentru condamnații francezi.
Ținând cont de lipsa pietrelor și a altor muncitori calificați din colonie, comisia franceză a farului a propus un proiect de fier prefabricat, o metodă relativ nouă folosită pentru prima dată în 1841 de inginerul consultant britanic, Alexander Gordon, pentru farul Morant Point din Jamaica. Ministrul Marinei și Coloniilor, Prosper de Chasseloup-Laubat, a aprobat proiectul și l-a numit pe Léonce Reynaud, care proiectase deja multe faruri și care proiectase, de asemenea, Gare du Nord inițial din Paris să se ocupe de acest far.
Reynaud a urmat rețeta lui Gordon realizând piesele din fier prin îndepărtarea impurităților și menținând farul suficient de îngust pentru a fi construit fără schele. El a inovat prin menținerea structurii interne independente de învelișul extern: aceasta a fost menită ca protecție împotriva coroziunii în mediul tropical umed pentru care era proiectat. Planurile au fost expuse la Expoziția Internațională de la Londra din 1862.
Structura metalică a fost fabricată în patru luni de către Rigolet, căreia i s-a cerut apoi să construiască turnul lângă atelierele lor din arondismentul 19 din Paris, ca o demonstrație a stabilității acestuia. Farul a rămas la Paris din iulie 1862 până în iunie 1864 și a devenit o destinație populară pentru plimbările parizienilor. Piesele, ambalate în 1.200 de lăzi și cântărind 388 de tone, au fost transportate la Le Havre cu șlepul și apoi expediate în Noua Caledonie, ajungând acolo în noiembrie 1864.
Farul a fost construit pe insula Amédée de o echipă mixtă de soldați francezi și muncitori locali sub conducerea lui Louis-Émile Bertin, care mai târziu va fi un arhitect naval important atât pentru Franța, cât și pentru Japonia. A fost aprins pentru prima dată la 15 noiembrie 1865, de ziua de nume a împărătesei Eugénie, soția lui Napoleon al III-lea.